# كين دافنبورت
كين دافنبورت (بالإنجليزية: Ken Davenport)‏ هو مخرج أمريكي، ولد في 23 أغسطس 1972 في فينيكس في الولايات المتحدة.

## وصلات خارجية
- كين دافنبورت على موقع IMDb (الإنجليزية)
- كين دافنبورت على موقع قاعدة بيانات برودواي على الإنترنت (الإنجليزية)